# 15906 Yoshikaneda
15906 Yoshikaneda este un asteroid din centura principală de asteroizi.

## Descriere
15906 Yoshikaneda este un asteroid din centura principală de asteroizi. A fost descoperit pe 30 septembrie 1997 la Nanyo de Tomimaru Okuni. Asteroidul prezintă o orbită caracterizată de o semiaxă mare de 2,25 ua, o excentricitate de 0,12 și o înclinație de 1,9° în raport cu ecliptica.